# Mètodes de Boltzmann en gelosia
Els mètodes de Boltzmann de gelosia (LBM), originats a partir del mètode d'autòmats de gasos en gelosia (LGA) (models Hardy- Pomeau -Pazzis i Frisch - Hasslacher - Pomeau), és una classe de mètodes de dinàmica de fluids computacional (CFD) per a la simulació de fluids. En lloc de resoldre directament les equacions de Navier-Stokes, es simula una densitat de fluid en una gelosia amb processos de transmissió i col·lisió (relaxació). El mètode és versàtil  ja que el model de fluid es pot fer directament per imitar el comportament comú del fluid com la coexistència vapor/líquid, de manera que es poden simular sistemes de fluids com les gotes de líquid. A més, es poden simular fàcilment fluids en entorns complexos, com ara medis porosos, mentre que amb límits complexos pot ser difícil treballar amb altres mètodes CFD.

## Algoritme
A diferència dels mètodes CFD que resolen les equacions de conservació de propietats macroscòpiques (és a dir, massa, moment i energia) numèricament, LBM modela el fluid format per partícules fictives, i aquestes partícules realitzen processos de propagació i col·lisió consecutius sobre una gelosia discreta. A causa de la seva naturalesa particulada i la seva dinàmica local, LBM té diversos avantatges sobre altres mètodes convencionals de CFD, especialment en el tractament de límits complexos, incorporant interaccions microscòpiques i paral·lelització de l'algorisme. Una interpretació diferent de l'equació de Boltzmann de gelosia és la d'una equació de Boltzmann de velocitat discreta. Els mètodes numèrics de solució del sistema d'equacions diferencials parcials donen lloc a un mapa discret, que es pot interpretar com la propagació i col·lisió de partícules fictives.

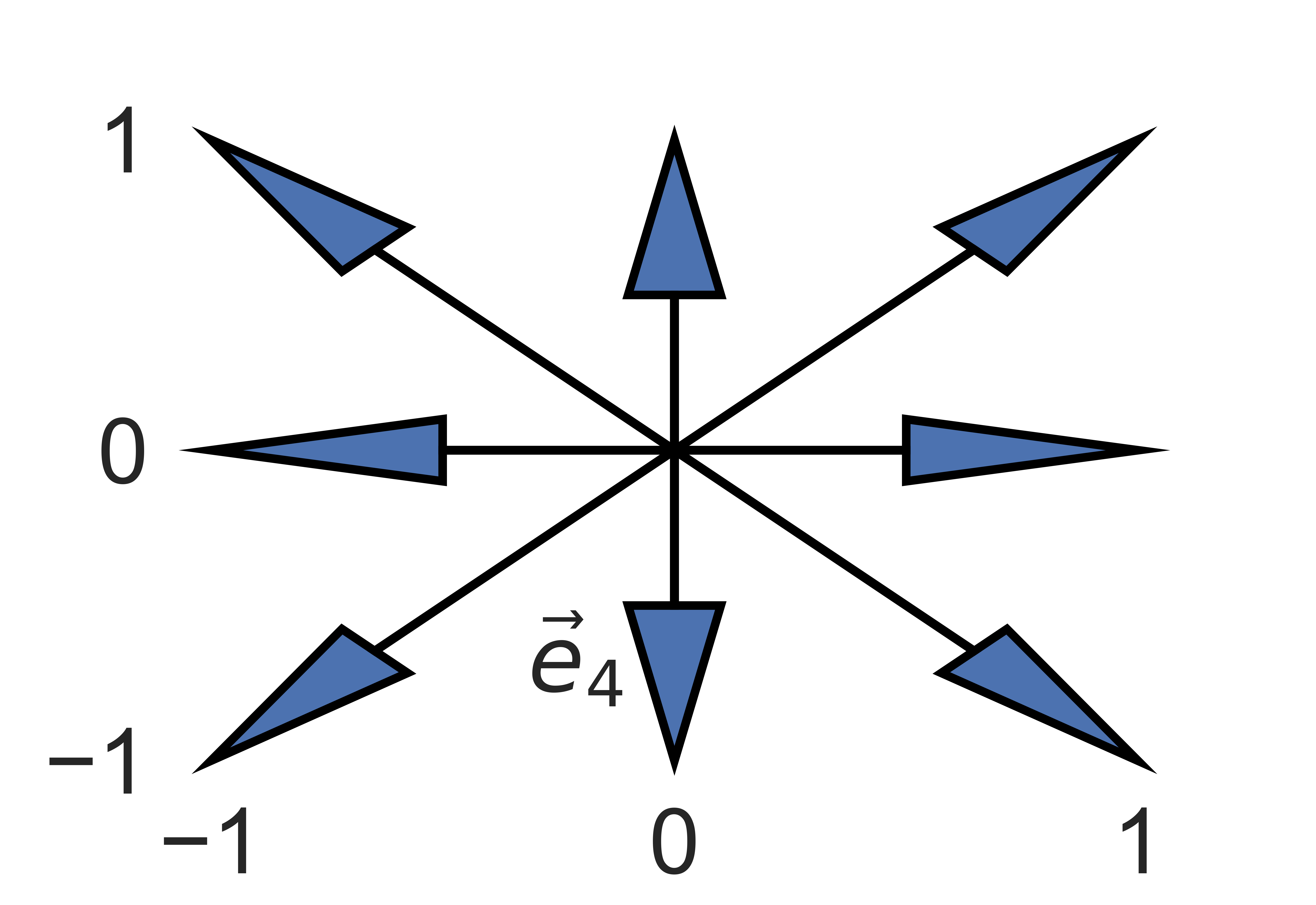
Esquema de vectors de gelosia D2Q9 per a gelosia 2D Boltzmann

En un algorisme, hi ha passos de col·lisió i streaming. Aquests fan evolucionar la densitat del fluid {\displaystyle \rho ({\vec {x}},t)}, per {\displaystyle {\vec {x}}} la posició i {\displaystyle t} el temps. Com que el fluid està en una xarxa, la densitat té una sèrie de components {\displaystyle f_{i},i=0,\ldots ,a} igual al nombre de vectors de gelosia connectats a cada punt de gelosia. Com a exemple, aquí es mostren els vectors de gelosia per a una gelosia simple utilitzada en simulacions en dues dimensions. Aquesta gelosia s'acostuma a indicar D2Q9, per a dues dimensions i nou vectors: quatre vectors al llarg del nord, est, sud i oest, més quatre vectors a les cantonades d'un quadrat unitari, més un vector amb les dues components zero. Aleshores, per exemple vector {\displaystyle {\vec {e}}_{4}=(0,-1)}, és a dir, apunta cap al sud i, per tant, no té {\displaystyle x} component però a {\displaystyle y} component de {\displaystyle -1}. Així, un dels nou components de la densitat total al punt central de la gelosia, {\displaystyle f_{4}({\vec {x}},t)}, és aquella part del fluid en un punt {\displaystyle {\vec {x}}} movent-se cap al sud, a una velocitat en unitats de gelosia d'un.
Aleshores els passos que fan evolucionar el fluid en el temps són: 
El pas de la col·lisió

que és el model de Bhatnagar Gross i Krook (BGK) per a la relaxació fins a l'equilibri mitjançant col·lisions entre les molècules d'un fluid. és la densitat d'equilibri al llarg de la direcció i a la densitat de corrent allà. El model suposa que el fluid es relaxa localment fins a l'equilibri durant una escala de temps característica. Aquesta escala de temps determina la viscositat cinemàtica, com més gran és, més gran és la viscositat cinemàtica.
El pas del streaming

Com és, per definició, la densitat del fluid en un punt en el moment , que es mou a una velocitat de per pas de temps, després en el següent pas de temps haurà fluït a punt.

## Avantatges
- El LBM es va dissenyar des de zero per funcionar de manera eficient en arquitectures massivament paral·leles, que van des de FPGA i DSP incrustades de baix cost fins a GPU i clústers heterogenis i superordinadors (fins i tot amb una xarxa d'interconnexió lenta). Permet una física complexa i algorismes sofisticats. L'eficiència condueix a un nivell de comprensió qualitativament nou, ja que permet resoldre problemes que abans no es podien abordar (o només amb una precisió insuficient).
- El mètode s'origina a partir d'una descripció molecular d'un fluid i pot incorporar directament termes físics derivats del coneixement de la interacció entre molècules. Per tant, és un instrument indispensable en la recerca fonamental, ja que manté breu el cicle entre l'elaboració d'una teoria i la formulació d'un model numèric corresponent.
- Preprocessament automatitzat de dades i generació de gelosia en un temps que representa una petita fracció de la simulació total.
- Anàlisi, postprocessament i avaluació de dades en paral·lel.
- Flux multifàsic totalment resolt amb petites gotes i bombolles.
- Flux totalment resolt a través de geometries complexes i medis porosos.
- Flux complex, acoblat amb transferència de calor i reaccions químiques.[4]

## Limitacions
Malgrat la creixent popularitat de LBM en la simulació de sistemes de fluids complexos, aquest nou enfocament té algunes limitacions. Actualment, els fluxos de nombre elevat de Mach en aerodinàmica encara són difícils per a LBM i no hi ha un esquema termohidrodinàmic consistent. Tanmateix, igual que amb el CFD basat en Navier–Stokes, els mètodes LBM s'han combinat amb èxit amb solucions específiques tèrmiques per permetre la capacitat de simulació de transferència de calor (conducció, convecció i radiació basada en sòlids). Per als models multifàsics/multicomponents, el gruix de la interfície sol ser gran i la relació de densitat a través de la interfície és petita en comparació amb fluids reals. Recentment, aquest problema ha estat resolt per Yuan i Schaefer, que van millorar els models de Shan i Chen, Swift i He, Chen i Zhang. Van ser capaços d'assolir relacions de densitat de 1000:1 simplement canviant l'equació d'estat. S'ha proposat aplicar la transformació galileana per superar la limitació de modelar fluxos de fluids d'alta velocitat. No obstant això, les àmplies aplicacions i els ràpids avenços d'aquest mètode durant els últims vint anys han demostrat el seu potencial en física computacional, inclosa la microfluídica: LBM demostra resultats prometedors en l'àrea dels fluxos de nombre Knudsen elevats.